# AmaZulu Football Club
L'AmaZulu Football Club és un club de futbol sud-africà de la ciutat de Durban.

## Història
Va ser fundat l'any 1932 per treballadors d'origen zulú amb el nom de Zulu Royals.

## Palmarès
- National Professional Soccer League:[2]

1972
- First Division Coastal Stream:

2000–01, 2002–03
- Telkom Knockout:[3]

1992
- KwaZulu-Natal Premier's Cup:

2018
- The Msunduzi Cup:

2019